# المسيحية في جمهورية مرتفعات قرة باغ

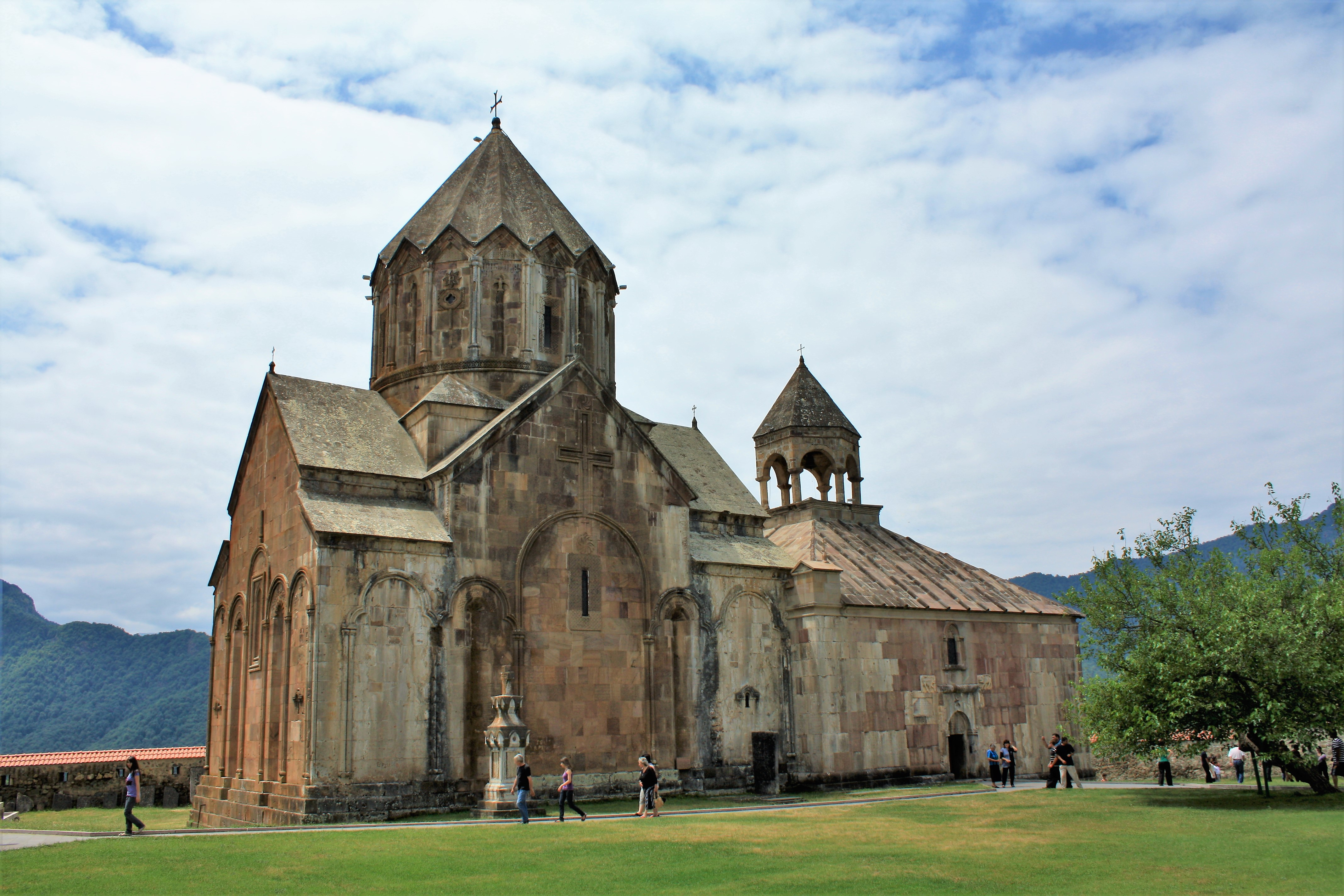
دير جنجدسر في مقاطعة كلبجر.

تُشكل المسيحية في جمهورية مرتفعات قرة باغ أكثر الديانات انتشاراً بين السكان، ومعظم السكان في الجمهوريَّة هم من العرقيَّة الأرمنيَّة ويدين معظمهم بالمسيحية على مذهب الكنيسة الأرمنية الأرثوذكسية التي تتبع الكنيسة الأرثوذكسية المشرقية، ويُشكلون حوالي 95% من مجمل السكان وفقاً لتقديرات السكان عام 2015. هناك أيضاً وجود لبعض الطوائف الأرثوذكسيَّة الشرقيَّة والإنجيليَّة. وعلى الرغم من مظاهر التدين المسيحي في جمهورية مرتفعات قرة باغ، حظرت السلطات العسكرية أي نشاط الطائفة المسيحية في المنطقة، وذلك بسبب التبشير السلمي للطوائف المسيحية بين السكان. وتضم المنطقة العديد من الأديرة الأرمنيّة التاريخية ولهذه الكنائس والأديرة أهمية ثقافية وتاريخية للأرمن وللشتات الأرمني.

## تاريخ

### العصور المبكرة

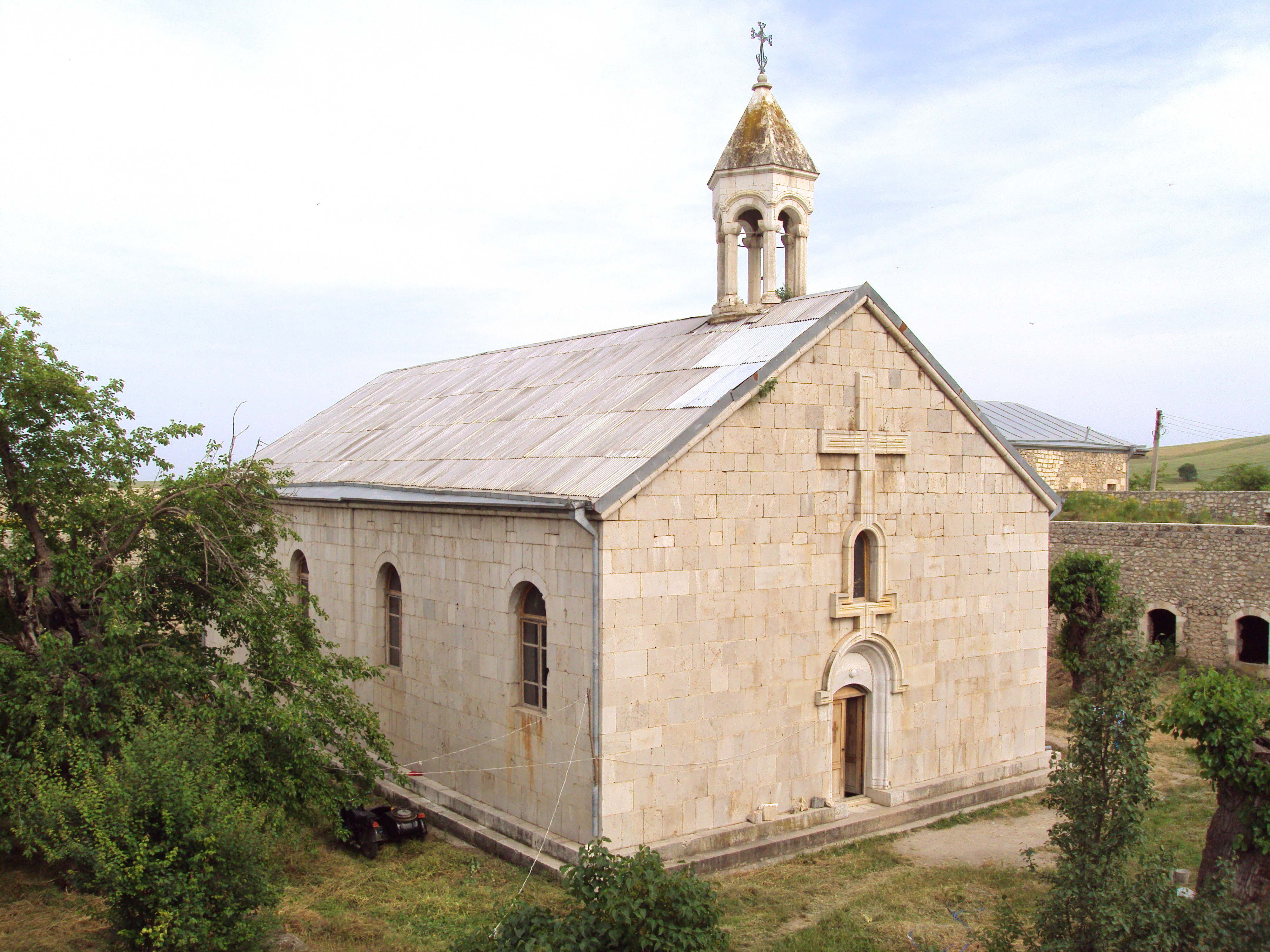
دير آمارس في مارتوني.

أصبحت مرتفعات قرة باغ جزءاً من العالم المسيحي في أوائل القرن الرابع نتيجة للنشاط التبشيري للقديس غريغوري المُنيّر. وتم بناء أقدم كنيسة في الجيب في منطقة مارتوني في عام 330 للميلاد. وتشهد عشرات الأديرة التي بنيت في مرتفعات قرة باغ عبر القرون على الحيوية التاريخية للحياة الكنسيَّة الأرمنيَّة الأرثوذكسيَّة هناك.
بعد اعتماد المسيحية كدين للدولة في القرن الرابع الميلادي، دعم الحكام الألبان استقلال الكنيسة الألبانية الرسولية، مع إعطاء أهمية كبيرة لدورها في الحفاظ على سيادة مستقلة تعارض الاندماج والاستيعاب ضمن بلاد فارس والإمبراطورية البيزنطية. وصلت المسيحية إلى عصرها الذهبي في أواخر القرن الخامس تحت حكم فاتشاجان الورع (487-510)، الذي شن حملة ضد عبادة الأوثان والسحر في ألبانيا القوقازية وأثبط الزرادشتية وأضفى الطابع الرسمي على الجوانب الهامة لهيكل الكنيسة ووظائفها وعلاقتها بالدولة ووضعها القانوني وتنظيمها. تطورت في الأديرة ومدارسها ثقافة مسيحية، فكُتب فيها أدب مسيحي وموسيقى مسيحية وفلسفة مسيحية والمخطوطات المسيحية. وفي عام 551 ميلادية، تم نقل عاصمة ألبانيا القوقازية من قابالا إلى بردعة، واستلزم ذلك نقل المركز الثقافي للبلاد إلى مناطق الضفة اليمنى لنهر كورا ومن بينها أراضي قره باغ التي بُنيت فيها العديد من البازيليكات المبكرة في العصور الوسطى خاصةً في بردعة ولاتشين. وطورت العمارة الألبانية باتباع الأنماط الشائعة للعمارة المسيحية الشرقية، التي لها سمات شبيهة بالهندسة المعمارية للدول المسيحية المجاورة. في الوقت نفسه، تتميز العمارة الألبانية بالتنوع الزخرفي الذي سمح بتشابك زخارف الأيقونات المسيحية والديكور والنقش الإسلامي، ويُمكن العثور على هذه الطبيعة المتنوعة في الهندسة المعمارية لآثار قره باغ -المسيحية والإسلامية- على حد سواء. تعتبر مدينة قابالا وبردعة وشاكي مهد كنيسة ألبانيا القوقازية.

### العصور الوسطى

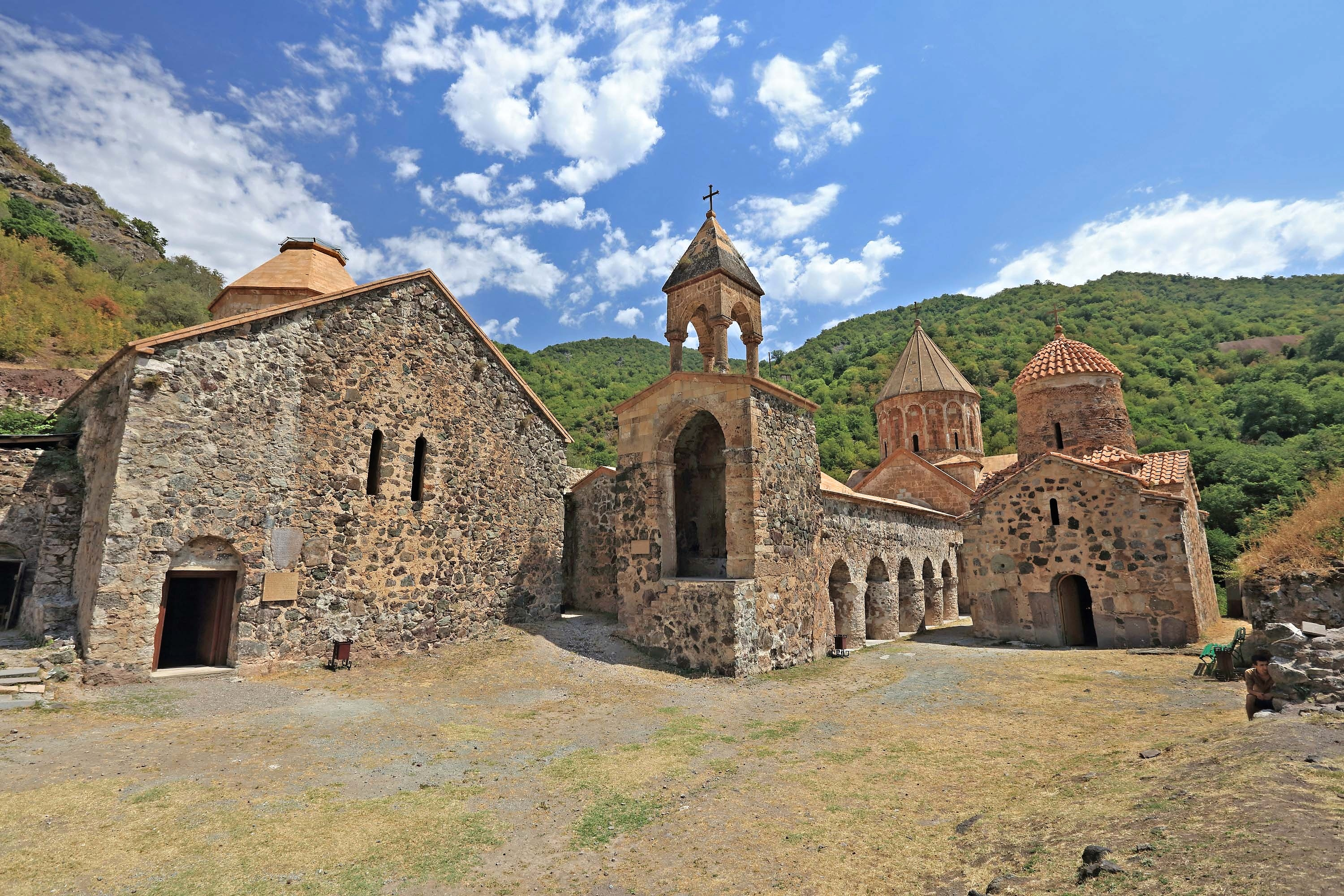
مجمع دير دادفانك في مقاطعة كلبجر: يضم الدير على مجموعة من السجاد الأرمني والبسط التي تعتبر أساسية للهوية الفنية للمنطقة.

أدى الفتح الإسلامي لأرمينية والأزمة الخلقيدونية إلى تفكك كنيسة ألبانيا القوقازية بشدة. ابتداء من القرن الثامن، خضع بعض السكان المحليين لأسلمة قسرية جماعية. وبحلول القرن الحادي عشر، كانت هناك بالفعل مساجد بارزة في مدينة قابالا وبردعة وشاكي، وهي مدن كانت مراكز للمسيحية الألبانية القوقازية. وتم استيعاب الألبان القوقازيين الذين اعتنقوا الإسلام قسراً أو طوعاً بمرور الوقت في المجموعات الإثنية الأذرية والإيرانية واللزجينية والتساخورية، في حين أن أولئك الذين بقوا مسيحيين أصبحوا تدريجيًا جزءاً من مجتمع الأرمن في شاكي وفارتاشين (أوغوز) من خلال الاندماج. وقعت هيريتي المتاخمة لولاية كاخيتي الجورجية، تحت تأثير الكنيسة الجورجية الأرثوذكسية، توزعت القبائل القوقازية الألبانية بين الخلقيدونية الجورجية الأرثوذكسية الشمالية المتمركزة حول أسقفية كيش والكنيسة الرسولية الأرمنية في الجنوب.
على الرغم من خضوع مرتفعات قرة باغ للحكم الفارسي والعربي في القرن السابع، إلا أن العديد من الأراضي الأرمنيَّة، بما في ذلك مرتفعات قرة باغ، كانت محكومة من قبل النبلاء الأرمن. وبقي القسم الأعظم من الأرمن على المسيحية واحتفظت الكنيسة بإستقلاليَّة كبيرة، وقد احتفظ الأرمن بشعور قوي بالهوية القومية تجسد في اللغة الأرمنية والكنيسة الأرمنية، وظلّ الإسلام محصوراً في المجتمع الأذري. ومع مرور الوقت اختفت آران تدريجياً ككيان جيوسياسي، وتم استيعاب سكانها من قبل الجماعات العرقية المجاورة التي كانت تتقاسم معهم ثقافة وديانة مشتركة. وشكل العديد من المسيحيين من آران وكنيسة ألبانيا القوقازية جزءًا من التكوين العرقي للأرمن الذين يعيشون في مرتفعات قرة باغ الحالية.

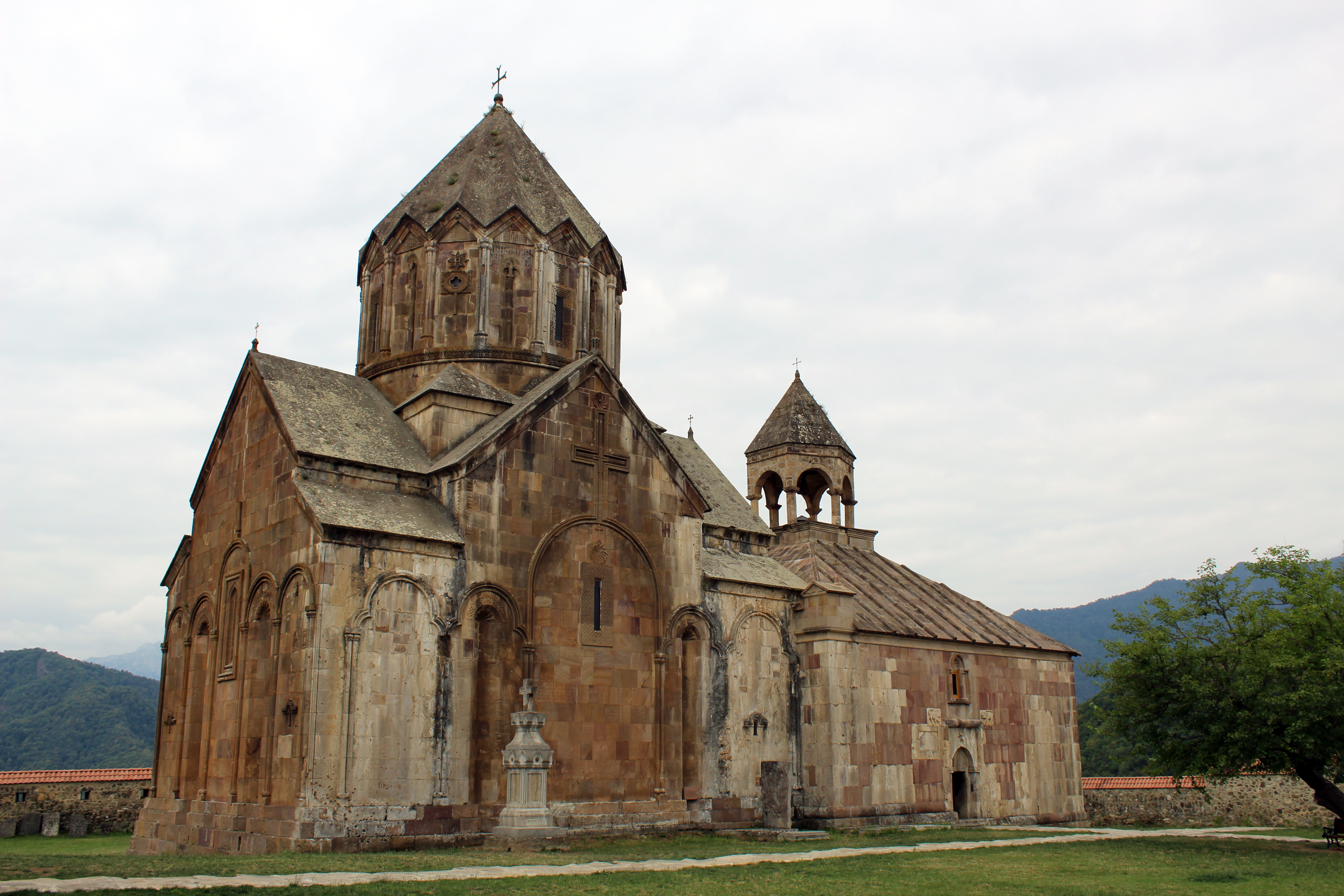
دير جنجدسر: كان بمثابة مقر وعرش والكرسي الديني لبيت آل حسن جلاليان، في عام 1240.

لكن انهيار الخلافة الإسلامية العربية وتحولاتها ساهمت في ظهور العديد من المقاطعات والإمارات في الشرق الأدنى، أهمها مملكة أرتساخ الأرمنية بين عام 1000 وعام 1261 وإمارة خشن بين عام 1261 وعام 1603، التي تشكلت في الجزء الجبلي من قره باغ، وعني أمراؤها ببناء القصور والمباني الدفاعية والدينية. وشهدت هذه الحقبة بناء المباني الدينية والأديرة الكبيرة، وقام الأمير الأرمني حسن جلاليان، ببناء دير جنجدسر (1216-1238)، حيث أصبح عرش حكام إمارة خشن لقرون عديدة ومقرًا للكاثوليكوس الأرمن المحليين الذين أجبروا على انتقال إلى خاشين من بردعة بسبب الأسلمة المستمرة للمدينة. ويعود تاريخ أكبر مجمع رهباني في المنطقة إلى تلك الحقبة، ويقع في قرية فانك بمقاطعة كلبجر، وفي نهاية القرن الثاني عشر، تم بناء كنيسة الحسن الكبير فيها، بينما جرى بناء الكنيسة الرئيسية للمجمع في عام 1214 من قبل الأميرة أرزو خاتون، زوجة الأمير فاختانغ، ويحتل نقشها المكون من 19 سطرا جزءا من الجدار الجنوبي للكنيسة. كان الكاثوليكيون أيضًا أفرادًا في منزل العائلة الأميرية الأرمينية في غاندزاسار، آل حسن جلاليان. وتحت حكم آل حسن جلاليان المسيحية الأرمنية عرفت المنطقة فترة من السلام والازدهار النسبي والثراء النسبي، وتطور الفن والأدب والثقافة المسيحية خلال هذه الحقبة، وعلى الرغم من إخلاص الأسرة للمسيحية، فقد انتشر تأثير المسلمين وثقافتهم في المنطقة وأثر على ثقافة وعادات وأسماء المسيحيين الذين يعيشون في جورجيا وأرمينيا، خاصةً بعد غزو السلاجقة الأتراك القوقاز.
في بداية الحكم الصفوي، كان هناك 200,000 مسيحي ألباني قوقازي في مقاطعات فارتاشين، وقابالا، وقاخ، وزقاتالا، ومينجشافور، وشاكي. بعد إنشاء خانية شاكي في المنطقة تعرضت الكنائس الخلقيدونية والأرمنية لاضطهاد شديد خلال القرنين السابع عشر والثامن عشر وأجبرت الكثير من القبائل الألبانية القوقازية إلى اعتناق الإسلام قسراُ. واندمجت القبائل الألبانية القوقازية الأخرى في الكنيسة الأرمنية الرسولية وتبعوا كرسي كاثوليكوس إتشميادزين.

### الحقبة الروسية

#### الحقبة القيصرية

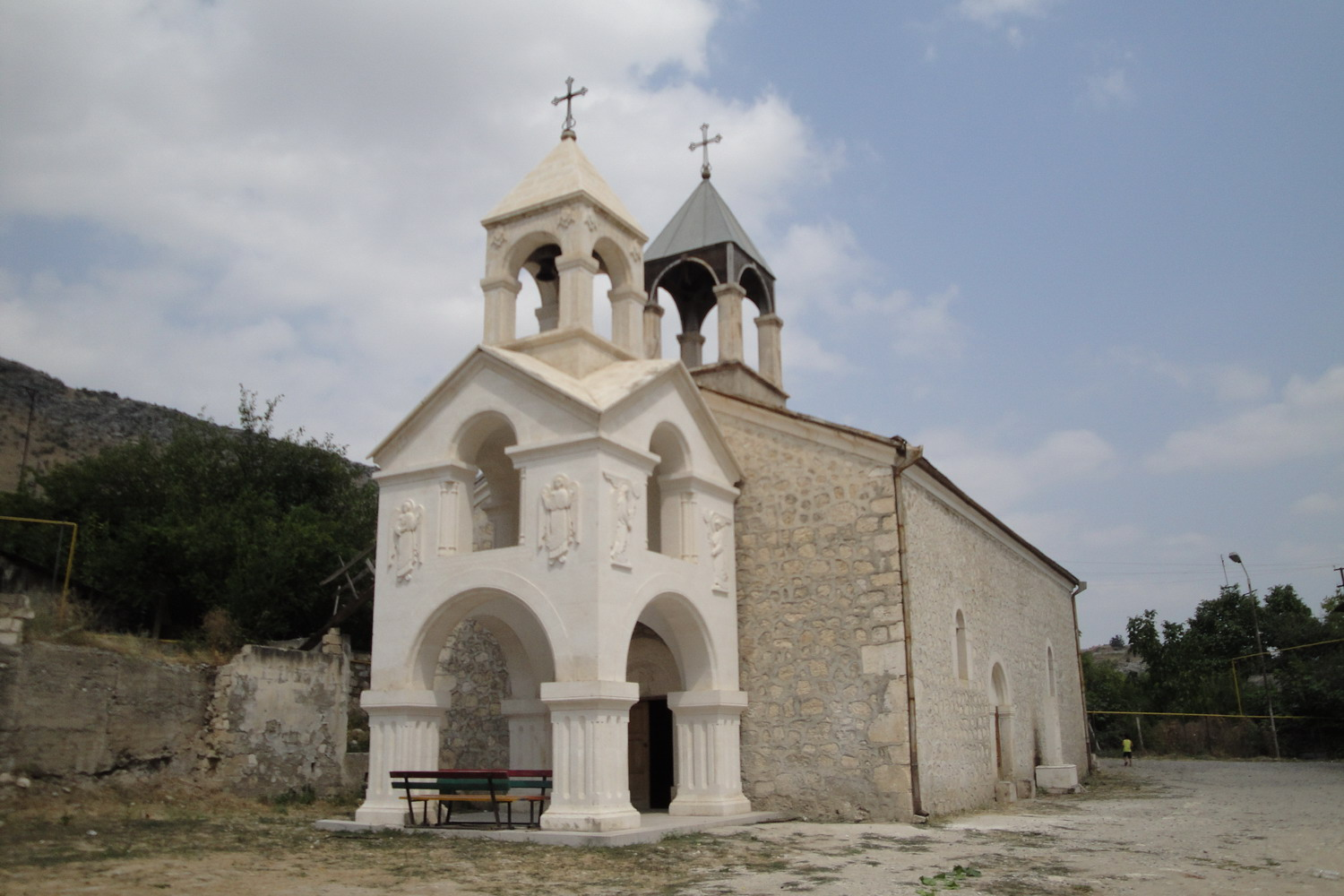
كنيسة القديس يوحنا في أغدارا: بنيت عام 1883 خلال الحقبة القيصرية.

أصبحت كاراباخ، التي كان يسكنها المسيحيون الأرمن والأذريون المُسلمون، جزءًا من الإمبراطورية الروسية في القرن التاسع عشر. في عام 1813، بموجب شروط معاهدة كلستان، خسر القاجاريون منطقة قرة باغ لصالح الإمبراطورية الروسية. تحت الحكم الروسي، كانت قرة باغ منطقة تبلغ مساحتها 13,600 كيلومتر مربع (5,250 ميل مربع)، مع شوشا كأبرز مدنها. وتألف سكانها من الأرمن والمسلمين (معظمهم من الأذر وأقلية من الأكراد). أجرى الروس إحصاءًا سكانيًا في عام 1823 وقاموا بإحصاء عدد القرى (وإن لم يكن عدد السكان) وقاموا بتقييم الأساس الضريبي لخانية قراباغ بأكملها، والتي تضمنت أيضًا الأراضي المنخفضة لقرة باغ. من المحتمل أن الأرمن المسيحيين شكّلوا غالبية سكان أرمينيا الشرقية في مطلع القرن السابع عشر، ولكن بعد نقل الشاه عباس الأول للأرمن في عام 1604 إلى عام 1605 إلى محلة جلفا في مدينة أصفهان انخفض عددهم بشكل ملحوظ، حيث أصبحوا في النهاية أقلية بين جيرانهم المسلمين.
وفقًا لإحصاءات المسح الأولي الذي أجراه الروس في عام 1823 وآخر رسمي نُشر في عام 1836، شكل الأرمن المسيحيين أغلبية ساحقة تقريبًا بين سكان مرتفعات قرة باغ (96.7%). في المقابل، كان عدد أغلبية سكان خانية قراباغ، ككل، من المسلمين (91% مسلمين مقابل 9% أرمن مسيحيين). بعد عقد من الضم الروسي للمنطقة، تم ترحيل العديد من الأرمن الذين فروا من قرة باغ في عهد إبراهيم خليل خان (1730-1806) واستقروا في يريفان وكنجه وأجزاء من جورجيا. بلغ عدد سكان قرة باغ، حسب العائدات الرسمية لعام 1832، 13,965 عائلة مسلمة وحوالي 1,491 عائلة أرمنية، إلى جانب بعض المسيحيين النساطرة والغجر. قرر القيصر الروسي نيكولاي الأول في مرسوم لعام 1836 إلغاء الطابع الألباني لدير جنجدسر وبدعم من الحكومة القيصرية بدأ بناء الكنائس الأرثوذكسية والغريغورية الأرمنية في المنطقة. استوعب الكنيسة الأرمنية الغريغورية تُراث المسيحية الألبانية القوقازية إلى جانب استيعاب السكان الألبان القوقازيين وثقافتهم داخل المجتمع الأرمني. كانت التغيرات الديموغرافية الموسمية مهمة، على سبيل المثال في عام 1845 في قرة باغ التاريخية كان عدد سكان قرة باغ 30,000 أرمني، وحوالي 62,000 مسلمين (أذر) منهم حوالي 50,000 من البدو، الذين كانوا يتنقلون بين الأراضي المنخفضة وجبال قرة باغ؛ وتركز الوجود الأرمني في مرتفعات قرة باغ وشكلوا 90.8% من سكان المرتفعات.

#### الحقبة السوفيتية
خلال الحقبة السوفيتية، تم فرض إلحاد الدولة، مما أدى إلى إغلاق جميع الكنائس والمساجد في مرتفعات قرة باغ. بعد إضفاء الطابع السوفياتي على أذربيجان، تمكن الأرمن من إعادة تأسيس مجتمع كبير ونابض بالحياة في باكو مؤلف من محترفين مهرة وحرفيين ومثقفين وإندمجوا في الحياة السياسيَّة والاقتصادية والثقافيَّة لأذربيجان. نما المجتمع بشكل مطرد في جزء منه بسبب الهجرة النشطة لأرمن قرة باغ إلى باكو وغيرها من المدن الكبيرة. نما ربع باكو الذي يسكنه أغلبية من الأرمن ويدعى إيرمينكيند من قرية صغيرة من عمال النفط إلى مجتمع حضري مزدهر.

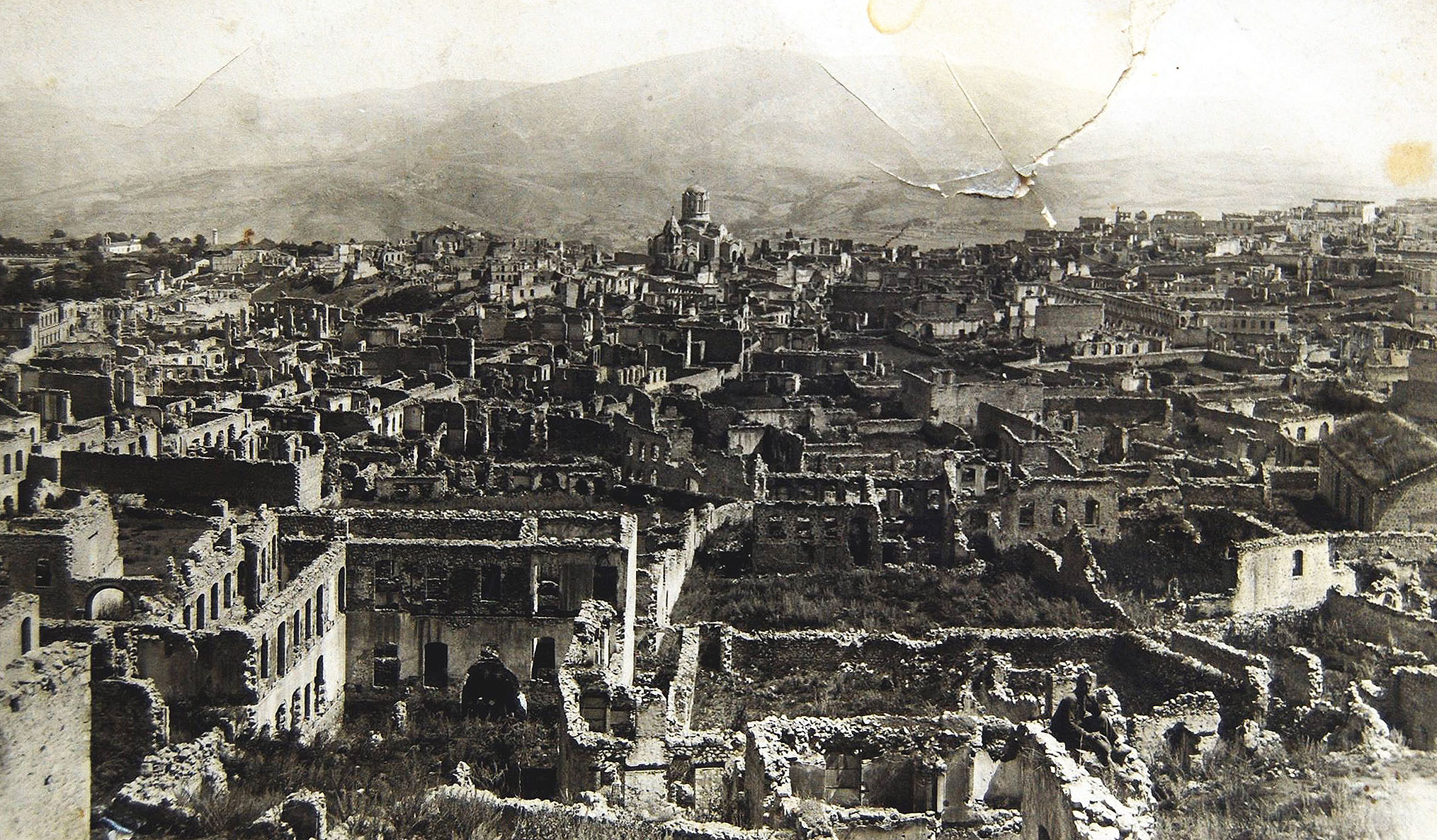
القسم الأرمني لمدينة شوشا والذي دمرته القوات المسلحة الأذربيجانية في مارس عام 1920، وتظهر في الصورة كاتدرائية المخلص للأرمن.

في عام 1920 حصلت مذبحة شوشا، وهي حوادث قتل جماعي ضد السكان الأرمن في شوشا والتي أدى إلى تدمير القسم الأرمني من المدينة وأعقبه قمع الثورة الأرمنية ضد سلطات جمهورية أذربيجان الديمقراطية في عام 1920. وقع الحدث في الفترة ما بين يوم 22 ويوم 26 مارس عام 1920، وكانت خلفية الصراع على المطالبات المتنافسة بملكية المنطقة من قِبل أرمينيا وأذربيجان. والتي أسفر ذلك عن تدمير كامل للأحياء الأرمنية في شوشا والقضاء على سكان المدينة الأرمنية، وقدر عدد الضحايا بحوالي 30 ألف. نتيجة للمذابح انخفضت نسبة الأرمن المسيحيين في شوشا من 53.3% أي حوالي 23,396 نسمة إلى 1.8% أي حوالي 93 شخص، ليعود الأرمن من جديد في عقد 1939 وشكلوا آنذاك 27.2% من سكان المدينة أي حوالي 1,476 نسمة. يذكر أن عشية ضم إقليم قره باغ إلى أذربيجان من قِبل جوزيف ستالين عام 1925 شكل الأرمن الأغلبية مع حوالي 75% من سكان إقليم قره باغ، وتم الضم كجزء من سياسة تقسيم المجتمعات الإثنية تحت الحكم الروسي. وفي عام 1936 تم حل جمهورية القوقاز وتشكلت جمهورية أذربيجان الاشتراكية السوفياتية وأصبحت واحدة من الدول الأعضاء المكونة للاتحاد السوفيتي. في فترة العهد السوڤييتي حورب الدين لفترة الطويلة وتم اضطهاد المسلمين والمسيحيين، وتعرضت البلاد عملية قمع واضطهاد وخسرت الأديان الكثير من أتباعها نتيجة سيادة الفكر الإلحادي في الاتحاد السوفييتي، وهدمت المساجد والكنائس والأديرة وتحول البعض منها إلى متاحف للإلحاد.
خلال الحقبة السوفيتية، فعل الأذربيجانيون كل ما في وسعهم لفصل سكان قره باغ عن أرمينيا نفسها. كان الكثير من الأرمن في قره باغ لا يتحدثون اللغة الأرمنية، وبدلاً من ذلك كان يتحدثون اللغة الروسية. وذهب الكثير منهم للعمل في روسيا؛ أغلبهم عمل كعمال موسميين. سُمح ببقاء كنيسة واحدة فقط لفترة وجيزة في قره باغ وبلغ عدد سكانها الأرمن حوالي 140,000. كانت معزولة إلى حد ما، لكنها أصبحت نوعًا من نقطة محورية لمظالم الأرمن بحسب السردية الأرمنية. ارتبطت الهوية المسيحية مع الهوية القومية الأرمنية ارتباطاً وثيقاً، على الرغم من أنَّ أرمن قره باغ أقل تديناً أو تردداً على الكنائس بالمقارنة مع باقي الجماعات الأرمنية الفرعية، ويعود ذلك إلى الإرث السوفيتي للمنطقة. وعلى الرغم من فرض سياسة إلحاد الدولة من قِبل الاتحاد السوفيتي، بقي ممارسة طقس المعمودية مرتفع بين أرمن قره باغ، حيث حصل بين 60% إلى 70% من أرمن قره باغ على المعمودية في ظل الحكم السوفيتي، وبعد سقوط النظام الشيوعي ارتفعت النسبة بشكل كبير.

### العصور الحديثة

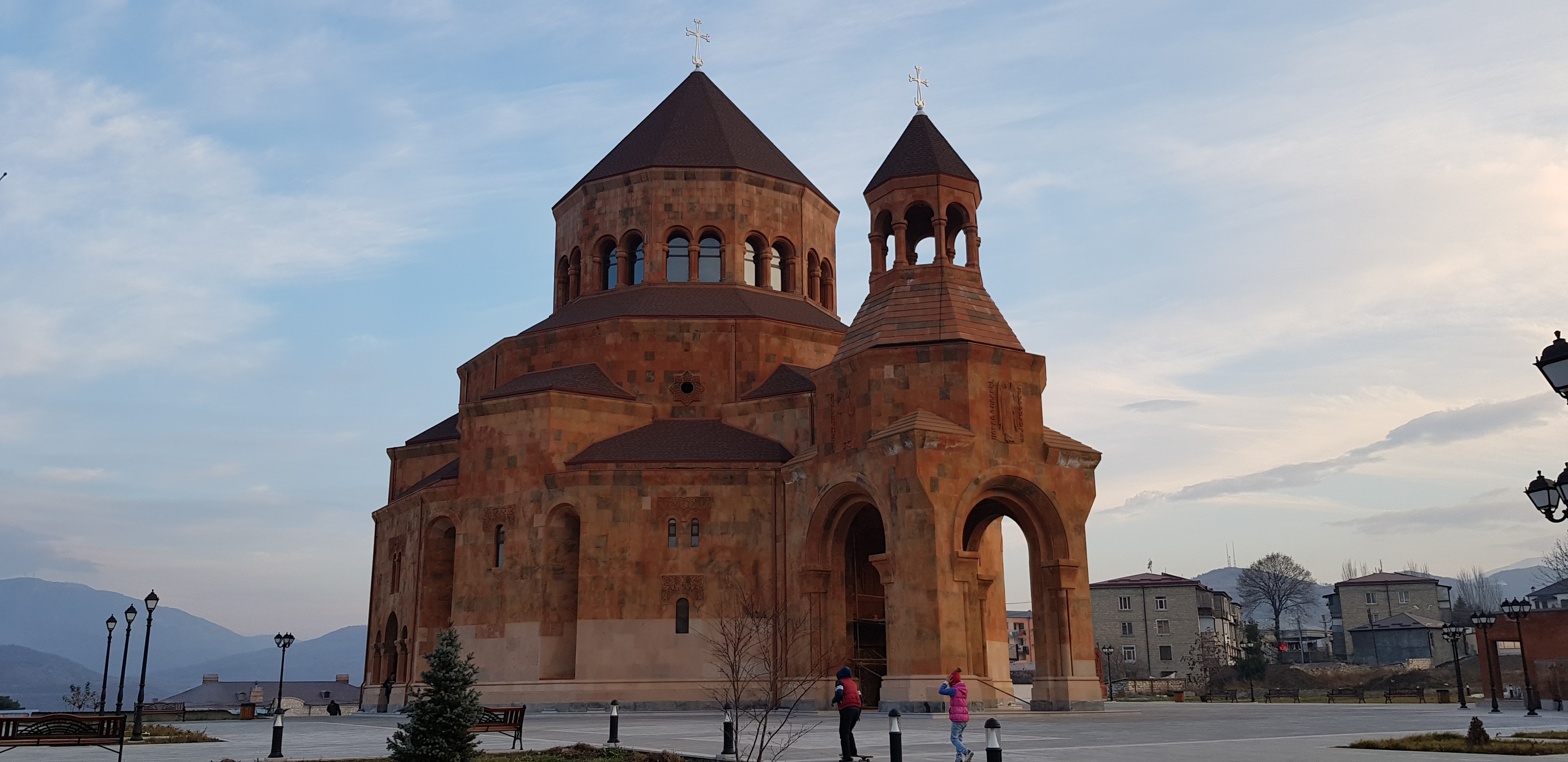
كاتدرائية خانكندي.

في بداية النزاع حول إقليم قره باغ في عام 1988، ضمت باكو على أكبر عدد من الأرمن بالمقارنة مع عدد السكان الأرمن في إقليم قره باغ، وتم تمثيل الأرمن على نطاق واسع في جهاز الدولة. وأدَّى النزاع حول إقليم قره‌ باغ بين أرمينيا وأذربيجان بدايةً من شهر يناير عام 1990م، أدَّى إلى قيام البرنامج المناهض للوجود الأرمني في أذربيجان، فتمَّ التعامل مع الأرمن بحزم وصرامة شديدة، وطُردوا إينما وجدوا، وكان من ضمنهم بطبيعة الحال جمهرة باكو، فرُحِّل جميع أبناء المدينة من الأرمن إلى أرمينيا. وتم ترحيل معظم السكان الأذريين المسلمين في مرتفعات قرة باغ من قبل القوات الأرمنية. وأعلنت منطقة ناغورني قرة باغ ذات الأغلبية الأرمنية في الجنوب الغربي من أذربيجان، نفسها مستقلة من أذربيجان في عام 1991 لكن هذا الاستقلال لم يتم الاعتراف به دبلوماسياً من جانب أي دولة ولا تزال تعتبر جزءاً من أذربيجان بحكم القانون، ومنطقة تحتلها القوات الأرمينية. منذ استقلال جمهورية أرتساخ أو جمهورية مرتفعات قرة باغ الأحادي الجانب حظرت السلطات العسكرية أي نشاط الطائفة المسيحية في المنطقة، على الرغم من مظاهر التدين المسيحي في جمهورية أرتساخ، وذلك بسبب التبشير السلمي للطوائف المسيحية بين السكان.
بسبب نقص المعلومات المتاحة حول جذور النزاع حول إقليم قره‌ باغ وأسبابه، ملأ المراسلون الأجانب فراغ المعلومات بالإشارات المستمرة للعامل الديني، أي أن الأرمن كانوا من المسيحيين في الغالب، في حين كان الأذريين في الغالب من المُسلمين الشيعة؛ وهو عامل لم يكن له صلة في مجرى الصراع برمته. وكان القراء الذين يدركون بالفعل تصاعد قوة الإسلاميين العسكرية في الشرق الأوسط يُعتبرون جمهوراً مثالياً ليتم إطلاعهم على حالة «الظالمين المسلمين الذين يؤذون أقلية مسيحية». وتم التشديد على الدين بشكل لا داعي له أكثر من العوامل السياسية والإقليمية والعرقية التي لعبت دوراً في النزاع، مع إشارات نادرة للغاية إلى الحركات الديمقراطية وحق تقرير المصير في كلا البلدين.

#### نزاع مرتفعات قرة باغ 2020

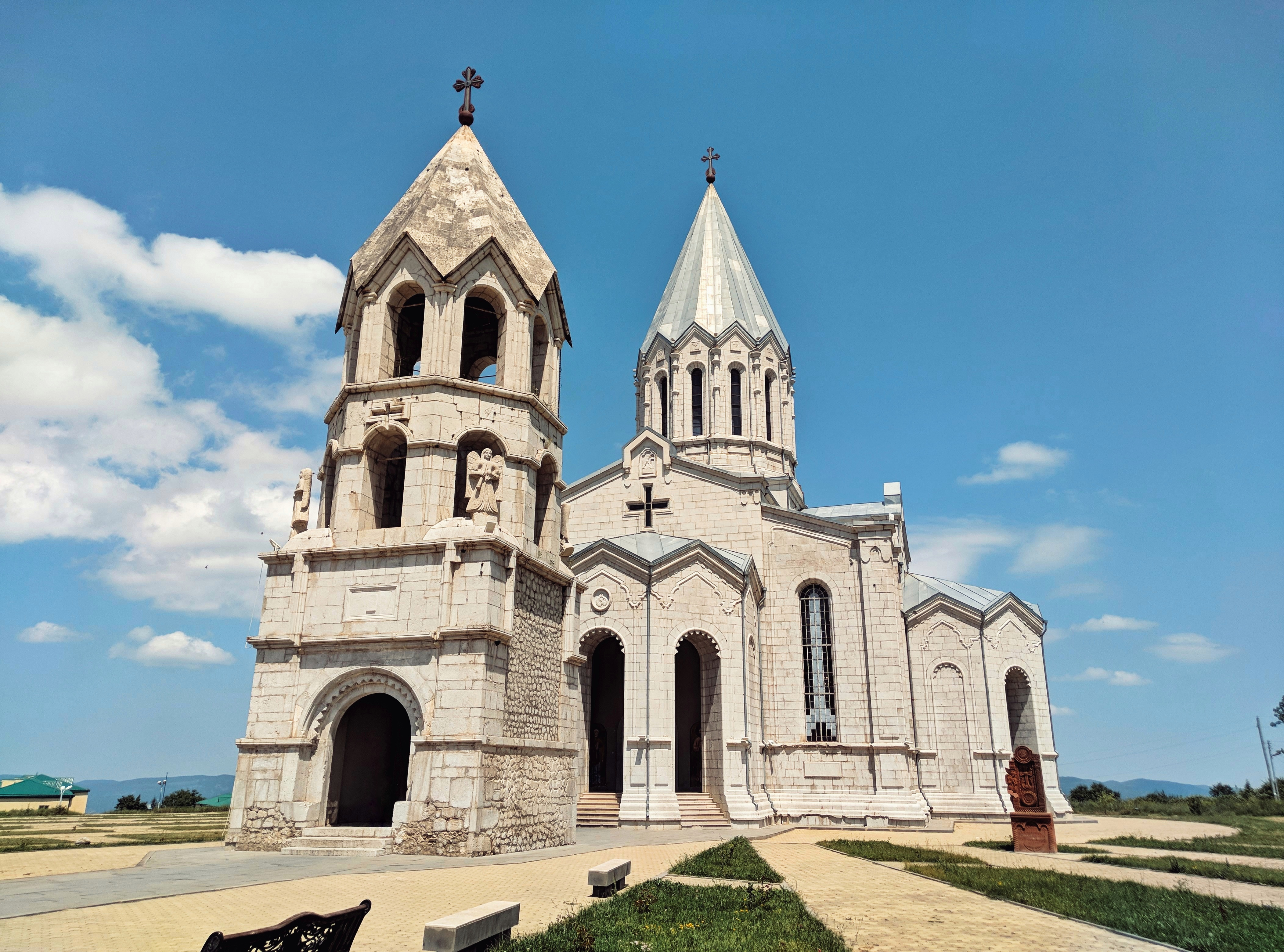
كاتدرائية المخلص الأرمنيَّة في مدينة شوشا.

خلال حرب مرتفعات قرة باغ 2020 تضررت العديد من الكنائس والآثار المسيحية للتدمير، في 8 أكتوبر 2020، قُصفت كاتدرائية المخلص الأرمنيَّة في مدينة شوشا مرتين بصواريخ أذربيجانية، مما أدى إلى انهيار جزء من السطح. وتعتبر الكنيسة إرث ورمز ثقافي وقومي أرمني. وأدانت الكنيسة الأرمنية الرسولية الهجوم ووصفته بأنه «نتاج للتعصب الديني الشديد»، أصدرت وزارة الخارجية الأرمينية بيانًا رسميًا وصفت فيه الحدث بأنه «جريمة أخرى ارتكبتها القيادة العسكرية - السياسية لأذربيجان ... وهذا العمل يتناسب تمامًا مع سياسة رهاب الأرمن التي تطورت منذ عقود. وأذربيجان، التي قضت تمامًا على التراث الثقافي الأرمني في ناخيتشيفان وفي أجزاء أخرى من الوطن التاريخي للشعب الأرمني، تُحاول الآن طوال العدوان العسكري المستمر على أرتساخ حرمان أرمن أرتساخ من وطنهم وذاكرتهم التاريخية». وفي بيان صادر عن الجمعية الدولية لعلماء الإبادة الجماعية، وقَّعه إسرائيل تشارني ويائير أورون وماتياس بيورنلوند وتيسا هوفمان وآخرون جادلوا بأن الضربات على الكنيسة هي «جزء من سياسة الإبادة الثقافية للحكومة الأذربيجانية التي تم تنفيذها على مدار الثلاثين عامًا الماضية من خلال التدمير المنهجي للتراث التاريخي الأرمني». وصرحت اللجنة الأمريكية للحرية الدينية الدولية بأنها «شعرت بالفزع عندما علمت أن كاتدرائية المخلص تعرضت لأضرار جسيمة بسبب القتال في قره باغ» ودعت إلى حماية أماكن العبادة والمواقع الدينية، لا سيما أثناء الصراع العنيف.
يٌذكر أن وزارة الدفاع الأذربيجانية نفت رسمياً تورطها في الحادث، بينما زعمت وكالة الأنباء الحكومية الأذربيجانية أن أرمينيا كانت وراء الهجوم. أدت حرب مرتفعات قرة باغ 2020 إلى تهجر 90,000 أرمني أي حوالي 60% من سكان جمهورية مرتفعات قرة باغ. طالب الرئيس الروسي فلاديمير بوتين نظيره الأذري إلهام علييف بضرورة الحفاظ على المقدسات المسيحية في المناطق التي سيطر عليها الأذريون في إقليم قره باغ، وأبلغه بأن هناك كنائس وأديرة في مناطق استعادتها أذربيجان، بموجب اتفاق السلام.

## ديموغرافيا
معظم السكان في الجمهوريَّة هم من العرقيَّة الأرمنيَّة ويدين معظمهم بالمسيحية على مذهب الكنيسة الأرمنية الأرثوذكسية التي تتبع الكنيسة الأرثوذكسية المشرقية، ويُشكلون حوالي 95% من مجمل السكان وفقاً لتقديرات السكان عام 2015. هناك أيضاً وجود لبعض الطوائف الأرثوذكسيَّة الشرقيَّة والإنجيليَّة. منذ استقلال جمهورية أرتساخ أو جمهورية مرتفعات قرة باغ الأحادي الجانب حظرت السلطات العسكرية أي نشاط الطائفة المسيحية في المنطقة، على الرغم من مظاهر التدين المسيحي في جمهورية أرتساخ، وذلك بسبب التبشير السلمي للطوائف المسيحية بين السكان.
ترتبطت الهوية المسيحية مع الهوية القومية الأرمنية في قرة باغ ارتباطاً وثيقاً، على الرغم من أنَّ أرمن قره باغ أقل تديناً أو تردداً على الكنائس بالمقارنة مع باقي الجماعات الأرمنية الفرعية، ويعود ذلك إلى الإرث السوفيتي للمنطقة. وعلى الرغم من فرض سياسة إلحاد الدولة من قبل الاتحاد السوفيتي، بقي ممارسة طقس المعمودية مرتفع بين أرمن قره باغ، حيث حصل بين 60% إلى 70% من أرمن قره باغ على المعمودية في ظل الحكم السوفيتي، وبعد سقوط النظام الشيوعي ارتفعت النسبة بشكل كبير.